# كاثرين مارلو
كاثرين مارلو (بالإنجليزية: Kathryn Marlowe)‏ هي عازفة بيانو ومغنية وممثلة أمريكية، ولدت في 25 مايو 1914، وتوفيت في 2 يناير 2010.

## وصلات خارجية
- كاثرين مارلو على موقع IMDb (الإنجليزية)
- كاثرين مارلو على موقع قاعدة بيانات الفيلم (الإنجليزية)